# Новомалиново
Новомалиново — деревня в Корсаковском районе Орловской области России. 
Входит в Парамоновское сельское поселение в рамках организации местного самоуправления и в Парамоновский сельсовет в рамках административно-территориального устройства.

## География
Расположена в 7 км к юго-западу от райцентра, села Корсаково, и в 87 км к северо-востоку от центра города Орёл.

## Население
| 1915 | 2002 | 2010 |
| ---- | ---- | ---- |
| 309  | ↗313 | ↘279 |

Согласно результатам переписи 2002 года, в национальной структуре населения русские составляли 93 % от жителей.